# Лакстигала, Атварс
Атварс Лакстигала (латыш. Atvars Lakstīgala; род. 16 мая 1981, Рига) — латвийский валторнист и дирижёр.
Окончил Латвийскую музыкальную академию, ученик Арвида Клишанса (валторна), Иманта Ресниса (симфоническое дирижирование) и Яниса Пуриньша (дирижирование духовым оркестром). Совершенствовал своё мастерство в Берлине под руководством дирижёра Лутца Кёлера.
В 1997—2010 гг. выступал как валторнист, играл в оркестре Латвийской национальной оперы. В дальнейшем посвятил себя дирижёрской карьере. С 2009 г. выступал с Латвийской национальной оперой как приглашённый дирижёр, одновременно в 2010—2017 гг. возглавлял Лиепайский симфонический оркестр. Трижды лауреат Большой музыкальной награды — главной латвийской музыкальной премии: в 2010 году — в номинации «Дебют года», в 2014 году — в номинации «Постановка года» (опера Кристапа Петерсона «Михаил и Михаил играют в шахматы»), в 2017 году — в номинации «Концерт года» (концерт открытия 25-го Международного фестиваля звёзд музыки в Лиепае).
С Лиепайским симфоническим оркестром записал пять симфоний Иманта Калныньша, две симфонии и ряд других произведений Петериса Васкса, фортепианный концерт Луции Гаруты (солист Рейнис Зариньш), произведения Эрика Эшенвалдса, Рихарда Дубры и других латвийских композиторов.